# Prix Albert-Uderzo
Pour les articles homonymes, voir Uderzo.
Les prix Albert-Uderzo sont un ensemble de prix de bande dessinée créés en 2003 par Sylvie Uderzo, alors directrice générale des Éditions Albert René, afin d'encourager de nouveaux talents. 
Durant les trois premières éditions, les prix sont remis dans trois catégories au cours du Salon européen de la bande dessinée de Nîmes. À compter de la 4e édition, en 2006, les prix s'émancipent de toute manifestation et sont remis dans quatre catégories. À cette occasion, Albert Uderzo confie leur responsabilité à sa fille Sylvie Uderzo, qui en devient la présidente. Les prix Albert-Uderzo disparaissent fin 2007 après le départ du Sylvie Uderzo des Éditions Albert René.
Malgré le règlement du contentieux entre Sylvie et son père en 2014, les prix ne sont pas relancés avant la mort d'Uderzo. En 2021, ils sont à nouveau remis à l'occasion de l'exposition Uderzo au musée Maillol.

## Liste des lauréats

### 2003-2005
Sanglier d'or pour l'ensemble d'une carrière
- 2003[6] : Jean Roba
- 2004 : Moebius
- 2005 : Grzegorz Rosiński

Sanglier d'argent attribué au meilleur dessinateur
- 2003 : Jean-Pierre Gibrat
- 2004 : Didier Tronchet et Anne Sibran pour Là-Bas (Dupuis)
- 2005 : Philippe Francq et Jean Van Hamme pour Largo Winch, tome 13 : Le Prix de l'argent (Dupuis)

Sanglier de bronze au meilleur jeune talent
- 2003 : Alessandro Barbucci
- 2004 : Didier Poli et Manuel Bichebois pour L'enfant de l'orage (Humanoïdes Associés)
- 2005 : Paolo Mottura et Christophe Bec pour Carême, Tome 1 : Nuit blanche (Humanoïdes Associés)

### 2006-2007
Sanglier du Meilleur Album
- 2006 : Baru pour L'enragé, Tome 2 (Dupuis)
- 2007 : Nicolas Barral et Tonino Benacquista pour Dieu n’a pas réponse à tout (Dargaud)

Sanglier du Meilleur Album Adulte
- 2006 : Steve Cuzor, Frank Giroud et Giulio De Vita pour Quintett, Tome 3 : L'histoire d'Elias Cohen (Dupuis)
- 2007 : Jean Van Hamme et Philippe Francq pour Largo Winch - Tome 15 : Les Trois Yeux des gardiens du Tao (Dupuis)

Sanglier du Meilleur Dessin
- 2006 : Alexandro Jodorowsky et François Boucq pour Bouncer, Tome 4 : La Vengeance du manchot (Humanoïdes Associés)
- 2007 : Jean-Louis Mourier pour Trolls de Troy (Soleil)

Prix Spécial pour l'Ensemble d'une Œuvre
- 2006 : Tibet
- 2007 : François Boucq.

### 2021[13]
- Meilleur album : Jordi Lafebre pour Malgré tout (Dargaud)
- Meilleur dessin : Olivier Taduc pour Le Réveil du tigre (Dupuis) ex aequo avec Frank Pé pour La Bête (Dupuis)
- Meilleure contribution au 9e Art : Xavier Coste pour 1984 (Sarbacane)

## Sources
- Sylvie Uderzo, Les Prix Albert-Uderzo, 15 novembre 2012
- Prix littéraires.net, Prix Albert-Uderzo
- Les 5e prix Uderzo récompensent des valeurs sûres, ActuaBD, juin 2007